# デニウソン・デ・オリヴェイラ・アラウージョ
デニウソン・デ・オリヴェイラ・アラウージョ（Denílson de Oliveira Araújo、1977年8月24日 - ）は、ブラジル出身で元同国代表のサッカー選手。ポジションはミッドフィールダー（ウイング）。左サイドアタッカー。

## 経歴

### クラブ
地元のサンパウロFCでキャリアをスタートさせるとすぐに頭角を現し、FCバルセロナが注目していたが1998年、当時の世界最高額となる3,200万ユーロの移籍金でリーガ・エスパニョーラのレアル・ベティスに移籍。クラブがセグンダ・ディビシオンに降格した2000-2001シーズンには母国ブラジルのフラメンゴにレンタル移籍していたが、ベティスがプリメーラ・ディビシオンに復帰するとスペインに呼び戻された。
2005年にベティスからフランスのボルドーへ移籍。1シーズンを過ごした後、2006年にサウジアラビアのアル・ナスルへと移籍した。
2007年8月25日にサウジアラビアのアル・ナスルからアメリカMLSのFCダラスへの移籍、2008年には母国パルメイラスへ移籍した。
2009年6月、ベトナムのシ・マン・ハイ・フォンと6ヶ月間の契約を結ぶ。デビュー戦で見事FKを決めたが、ハーフタイム中に脚の痛みを訴え交代。そして翌日、故障を理由にそのまま退団した。ベトナムの滞在期間はわずか23日だったとされる。
2010年4月16日に現役引退。
2022年3月、ペルナンブーコ州のクラブ、イビスで12年ぶりに現役復帰する事が発表される。

### 代表
1996年に19歳でブラジル代表に選ばれる。
FIFAコンフェデレーションズカップ1997でゴールデンボール賞を受賞。
ブラジル代表としては1998年、2002年と2度のワールドカップを経験。2002年大会では控えながら5試合に出場、トルコ戦でのドリブル等印象に残るプレーをしブラジルの優勝に貢献した。
1998年大会でも6試合に途中出場し、通算11試合の途中出場はワールドカップ最多である。

## 所属クラブ
- サンパウロFC 1995-1998
- レアル・ベティス 1998-2005
  -  フラメンゴ 2000-2001（レンタル移籍）
- ボルドー 2005-2006
- アル・ナスル 2006-2007
- FCダラス 2007-2008
- パルメイラス 2008
- イツンビアラEC 2009
- シ・マン・ハイ・フォン 2009
- AOカヴァラ 2010

## 代表歴

### 出場大会
- ブラジル代表
  - 1998 FIFAワールドカップ
  - 2002 FIFAワールドカップ

### 試合数
- 国際Aマッチ 61試合 8得点（1996年-2003年）[1]

| ブラジル代表 | 国際Aマッチ | 国際Aマッチ |
| 年           | 出場        | 得点        |
| ------------ | ----------- | ----------- |
| 1996         | 2           | 0           |
| 1997         | 18          | 5           |
| 1998         | 16          | 0           |
| 1999         | 2           | 0           |
| 2000         | 3           | 0           |
| 2001         | 10          | 2           |
| 2002         | 9           | 1           |
| 2003         | 1           | 0           |
| 通算         | 61          | 8           |